# Sinti und Roma
Sinti und Roma ist ein in der Bundesrepublik Deutschland in den frühen 1980er Jahren von Interessenverbänden eingeführter politischer Begriff, der die beiden eigenständigen Volksgruppen der Sinti und der Roma zusammenfasst, die historisch oft unter dem Sammelbegriff „Zigeuner“ verfolgt wurden. Die Sinti sind eine eigenständige Gruppe, die seit Jahrhunderten vor allem in Deutschland, Österreich und anderen deutschsprachigen Regionen lebt. Die Roma hingegen bilden eine eigene, vielfältige Gruppe mit zahlreichen Untergruppen, die vor allem in Ost- und Südosteuropa beheimatet sind. Auch in kultureller und religiöser Hinsicht weisen die beiden Gruppen durch demographische Unterschiede jeweils eigene Traditionen und Ausprägungen auf.
Das Wortpaar sollte die Fremdbezeichnung „Zigeuner“ ablösen, von der es sich in seinen Inhalten grundlegend unterscheidet. In Österreich ist mittlerweile die Variante „Roma und Sinti“ verbreitet. Beide Doppelbezeichnungen stehen wie die von der International Romani Union bevorzugte und international dominierende Gesamtbezeichnung „Roma“ für den Bruch mit einer als stigmatisierend empfundenen Beschreibungsweise und fordern eine nichtdiskriminierende Perspektive.

## Zur Semantik
Der Begriff „Sinti und Roma“ hat sich in der Bundesrepublik seit den frühen 1980er Jahren als politischer Begriff etabliert. Er dient nicht nur als Sammelbezeichnung für zwei eigenständige Gruppen mit jeweils unterschiedlichen historischen, kulturellen und sozialen Hintergründen, sondern betont auch ihre gemeinsame Erfahrung von Diskriminierung und Verfolgung – insbesondere während des Nationalsozialismus, als beide Gruppen Opfer des Holocaust, des nationalsozialistischen Völkermords, wurden.
Das Wortpaar ist als Bezeichnung der Gesamtminderheit der Roma eine Besonderheit im deutschen Sprachraum. Die Reihenfolge der beiden Einzelbezeichnungen unterscheidet sich in der Verwendung durch Verbände der Minderheit in Deutschland bzw. Österreich je nachdem, welche der Teilgruppen jeweils größer und einflussreicher ist. Sie bringt mithin eine Rangfolge entsprechend den „unterschiedlichen nationalen Gegebenheiten (innere Strukturen der Minderheit)“ zum Ausdruck. In Österreich gibt es die Variante „Roma und Sinti“. Sie wird dort von Roma-Organisationen vertreten, die mehrheitlich oder ausschließlich nicht der Gruppe der Sinti angehören, die eine Minderheit innerhalb der österreichischen Gesamtminderheit bilden.
Die führende deutsche Interessenvereinigung, der Zentralrat Deutscher Sinti und Roma, und deren Mitgliedsverbände, die überwiegend die Teilgruppe der Sinti repräsentieren, betonen mit der Erweiterung des Wortpaars um den Zusatz „deutsch“ (ursprünglich: „Zentralrat deutscher Sinti und Roma“) beziehungsweise als Bestandteil von Verbandsbezeichnungen in Großschreibung „Deutsch“ ihre Zugehörigkeit zur deutschen Bevölkerung und ihren Vertretungsanspruch.
„Deutsche Sinti und Roma“ in seiner Verwendung durch den Zentralrat bezeichnet:
- als „deutsche Sinti“ jenen Teil der Teilgruppe der Sinti (oder Manouches) der Roma, der sich aus den „seit 600 Jahren in den deutschsprachigen mitteleuropäischen Ländern beheimateten Angehörigen der Minderheit“ der Roma konstituiert;
- als „deutsche Roma“ jenen Teil der Teilgruppe der osteuropäischen Roma, deren „Vorfahren … im 19. Jahrhundert aus Osteuropa [in den Raum des 1871 gegründeten Deutschen Reichs] ein(wanderten)“ und die im Besitz der deutschen Staatsbürgerschaft sind.[4] Damit sind die zahlreichen, lange eingebürgerten „Gastarbeiter-Roma“ und deren Kinder und Enkel in die Definition nicht mit eingeschlossen.

Dass das Vertretungsinteresse sich auf „deutsche Sinti und Roma“ mit einer „Identität als eine deutsche Volksgruppe“ wie die „deutschen Sorben im Osten […], die deutschen Dänen in Südschleswig und die deutschen Friesen im Nordwesten der Republik“ (Romani Rose) beschränkt, damit aber auf die inzwischen seit vielen Generationen in Deutschland ansässigen Roma verzichtet, hat zur Folge, dass die Frage des Bleiberechts für osteuropäische Roma-Migranten unbeachtet bleibt. Das schließt ein, dass der Zentralrat die staatlichen Bemühungen unterstützt, die Lebensbedingungen in den ehemals jugoslawischen Herkunftsländern für Roma-Migranten rückkehrfreundlich zu gestalten. So unterstützte er in Teilen das Programm der nordrhein-westfälischen Landesregierung, mazedonische Roma nach Skopje zurückzuführen. Inzwischen spricht sich der Vorsitzende des Zentralrats dafür aus, „keine Minderheitenangehörigen in den Kosovo abzuschieben“, solange der Kosovo für Rückkehrer unsicher sei. Das Rückführungsabkommen solle ausgesetzt und den bereits lange in Deutschland lebenden Kosovo-Roma dauerhafter Aufenthalt gewährt werden.

## Begriffsgeschichte
Es war ein Anliegen der in den 1970er Jahren entstehenden Bürgerrechtsbewegung und der sich gründenden Selbstorganisationen der europäischen Roma, eine neue, nichtdiskriminierende Perspektive auf die Minderheit durchzusetzen und dem auch sprachlich Ausdruck zu geben. Dem diente die Abwendung von „Gypsy“ und „Zigeuner“ (und ähnlichen Fremdbezeichnungen in anderen Sprachen), die durch den Romanes-Begriff „Roma“ abgelöst wurden. 1978 legte der 2. Welt-Roma-Kongress in Genf Roma als Nachfolger von Gypsy fest. In der Bundesrepublik Deutschland wurde diese Konvention von der Bürgerrechtsbewegung und den Selbstorganisationen zunächst übernommen. Bei dem Übergang von der Fremd- zur Selbstbezeichnung ergab sich dort, dass parallel dazu „Sinti“ bzw. „Sinte“, Selbstbezeichnung eines Großteils der deutschen Roma-Minderheit, von deren Vertretern eingeführt wurde. „Roma“ blieb zunächst Hauptkategorie. So noch 1980 in einem gemeinsamen Memorandum der International Romani Union (IRU) und des Verbands deutscher Sinti: „Die Mehrheit der deutschen Zigeuner bezeichnet sich als Sinti; die internationale Zigeunerbewegung bezeichnet das Volk der Zigeuner als Roma.“
Die spätere starre Reihenfolge „Sinti und Roma“ stand zunächst nicht fest. Noch 1989 bezeichnete sich der Vorgängerverband des heutigen Landesverbands NRW Deutscher Sinti und Roma als „Verband Deutscher Roma und Sinti e. V. NRW“. Im weiteren Verlauf gelang es dem dominierenden, sich bald zum Zentralrat deutscher Sinti und Roma konstituierenden Zweig der bundesdeutschen Sinti-Bewegung, der sich auch alteingesessene Roma angeschlossen hatten, das Begriffspaar „Sinti und Roma“ in Deutschland zu etablieren. Es ist eine Besonderheit des deutschen Sprachraums geblieben und steht dort heute neben der Gesamtbezeichnung „Roma“, wie sie inzwischen allgemein Eingang in die Sprache der internationalen staatlichen und halbstaatlichen Organisationen gefunden hat. Auch in Italien ist in wissenschaftlichen Diskursen die Bezeichnung „Sinti e Rom“ gebräuchlich.
Mit der Durchsetzung der Eigenbezeichnungen im öffentlichen Diskurs in Deutschland hat sich „deutsche Sinti und Roma“ unter Wegfall der nationalen Attribuierung zu „Sinti und Roma“ abgeschliffen. Daraus ergibt sich in Medien und Politik irrtümlich häufig die Rede von „Sinti und Roma“ in Themenfeldern, in denen Sinti keine Rolle spielen („Der Flamenco – Sinti und Roma in der Musik“, „Sinti und Roma zieht es ins Revier“, „Sinti und Roma in Albanien“ u. ä.). „Begriffliche Inkonsistenz“ bewirkt so eine aus Sicht mancher Sinti unerwünschte sprachliche Zusammenführung der Teilgruppen.
Inzwischen ist auch die Selbstbezeichnung Sinti:zze und Rom:nja (Singular männlich: Rom, Singular weiblich: Romni, Plural weiblich: Romnja; Singular männlich: Sinto, Singular weiblich: Sintiz(z)a, Sinta oder auch Sintez(z)a) verbreitet.
Die Komplexität der Entwicklung der Begriffsbildung führt jedoch dazu, dass allgemein die Verwendung des Wortpaares Sinti und Roma als respektvoll und weitgehend angemessen angesehen wird.

## Straßenbenennung
In München gibt es seit 2002 im Stadtbezirk Schwanthalerhöhe einen Sinti-Roma-Platz.